# Splendente come una padella
Splendente come una padella (Brillant comme une casserole) è una raccolta di quattro racconti brevi della scrittrice belga Amélie Nothomb, illustrati da Kikie Crêvecœur e pubblicata per la prima volta nel 1999.
I racconti contenuti sono:
- Leggenda forse un po' cinese
- L'olandese ferroviario
- Di qualità migliore
- L'esistenza di Dio

## Edizioni
- Amélie Nothomb, Kikie Crêvecœur, Splendente come una padella, traduzione di Irene Babboni, 1 ed., collana L'Arcipelago Einaudi, Einaudi, 2007,  pp. 89, cap. 4, ISBN 978-88-06-17833-8.